# Ахалшени (Горийский муниципалитет)
Ахалшени (груз. ახალშენი) — село в Грузии, на территории Горийского муниципалитета края (мхаре) Шида-Картли.

## География
Село находится в центральной части Грузии, в пределах Тирифонской равнины, на расстоянии приблизительно 6 километров (по прямой) к северо-востоку от города Гори, административного центра муниципалитета. Абсолютная высота — 707 метров над уровнем моря.

## Население
По результатам официальной переписи населения 2014 года в Ахалшени проживал 184 человека (87 мужчин и 97 женщин). В национальной структуре населения грузины составляли 79,3 %, осетины – 16,8 %.
| Год  | Население, человек |
| ---- | ------------------ |
| 2002 | 177                |
| 2014 | ↗ 184              |